# Podomyrma tristis
Podomyrma tristis é uma espécie de formiga do gênero Podomyrma, pertencente à subfamília Myrmicinae.